# Ed Dubinsky

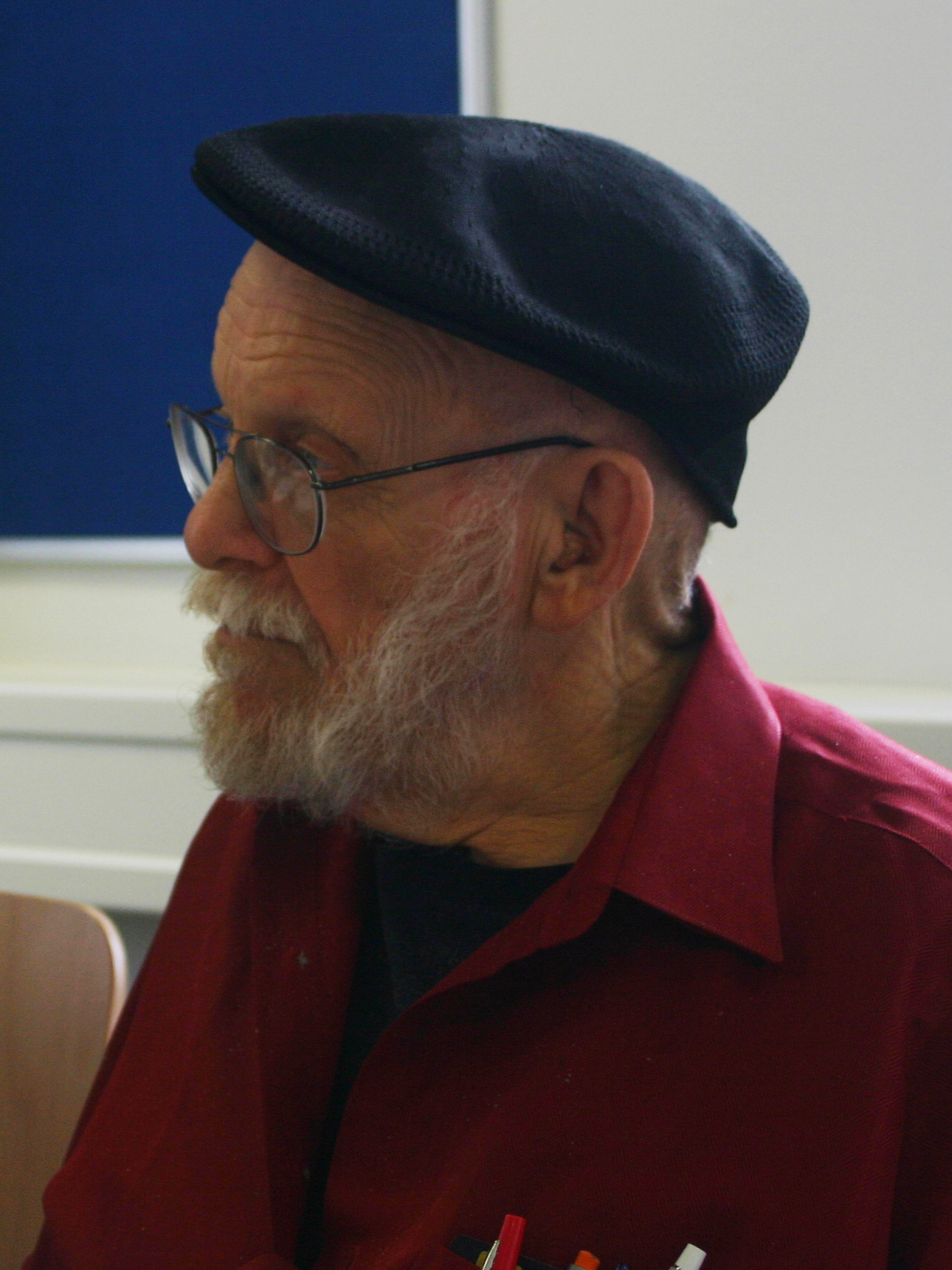
Ed Dubinsky bei einem Workshop an der Ostfalia Hochschule, 2013

Ed Dubinsky (eigentlich  Edward Leonard Dubinsky; * 7. Februar 1935 in Philadelphia; † 8. Mai 2022 in Miami Springs) war ein US-amerikanischer Mathematiker, Mathematikdidaktiker, Hochschullehrer und Bürgerrechtsaktivist. Zu seinen bedeutendsten Arbeiten zählt die APOS-Theorie, die das Verstehen von Mathematik beschreibt.

## Leben
Dubinskys Eltern waren Emigranten aus Kiew. Er wuchs in Philadelphia auf, wo er zunächst an der Temple University (Bachelor-Abschluss 1956) und dann an der University of Pennsylvania Mathematik (Master-Abschluss, 1958) studierte. Um sich das Studium zu finanzieren, arbeitete er zeitgleich als Programmierer. 1962 promovierte er bei Robert K. Ritt an der University of Michigan zum Thema Differential equations and differential calculus in Montel spaces.
Nach der Promotion ging er als Freiwilliger des Peace-Corps nach Westafrika, wo er am University College of Sierra Leone (1962–1963) und an der Universität von Ghana (1963–1964) Mathematik lehrte. An der Universität von Ghana leitete er auch das Rechenzentrum. In Westafrika entwickelte er einen kritischen Blick auf die sozial-politischen Verhältnisse in seinem Heimatland, insbesondere die Rassentrennung.
Nach der Rückkehr in die USA wurde er 1964 Professor für Mathematik an der Tulane University in New Orleans. Dort erhielt er 1968 eine Festanstellung, wurde aber 1969 im Zusammenhang mit seiner Beteiligung an Demonstrationen gegen den Vietnamkrieg entlassen. Dadurch gebrandmarkt erhielt er keine Anstellung an einer anderen amerikanischen Universität. Nach Zwischenstationen als Forschungsassistent an der McMaster University in Kanada (1969–1970), als Gastprofessor an der Polnischen Akademie der Wissenschaften (1970–1972) und der Universität Bonn (1972) sowie zahlreichen erfolglosen Bewerbungen erhielt er 1972 an der Clarkson University wieder eine Professur in seinem Heimatland.
Seit seiner Rückkehr aus Ghana engagierte sich Ed Dubinsky in der Bürgerrechtsbewegung und als Aktivist für soziale Gerechtigkeit (siehe unten).
Beunruhigt über die Schwierigkeiten, die er bei Studierenden beim Erlernen mathematischer Konzepte beobachtete, wandte sich in den 1980er Jahren der Mathematikdidaktik zu. Er begann Lehrmethoden zu suchen, die besser mit den damaligen Erkenntnissen über Lernprozesse übereinstimmten, und setzte sich dazu intensiv mit den Arbeiten von Jean Piaget auseinander. Darauf aufbauend entwickelt er die APOS-Theorie und den ACE-Zyklus (siehe unten). Er wandte sich zunehmend der Mathematikdidaktik zu und wurde zum Mitbegründer der Hochschulfachdidaktik der Mathematik in den USA (Research in Undergraduate Mathematics Education – RUME; siehe unten).
Zu dieser Zeit gingen die Studierendenzahlen in der Mathematik deutlich zurück. Für viele Mathematik-Fachbereiche brachte das die Gefahr mit sich, geschlossen zu werden. Gleichzeitig bot die als akademische Disziplin neu aufkommende Informatik mögliche Beschäftigungsmöglichkeiten für Mathematiker in Forschung und Lehre. Mit Unterstützung der Sloan Foundation gründete Ed Dubinsky das Institute for Retraining in Computer Science. Dort wurden in Sommerkursen Mathematiker auf eine Tätigkeit in der Informatik vorbereitet. Zu den bekanntesten Mitwirkenden zählt Michael Sipser.
1987 wechselte er an die Purdue University, 1996 an die Georgia State University, wo er bis 2000 forschte und lehrte. Dazwischen lagen mehrere Gastaufenthalte an anderen amerikanischen Universitäten.
Drei seiner Doktorandinnen und Doktoranden wurden selber zu Hochschullehrern in unterschiedlichen Bereichen der Mathematik.
Auch im Ruhestand war Ed Dubinsky weiterhin in der Mathematikdidaktik aktiv. Mit dem Bürgerrechtler Bob Moses entwickelte er im Rahmen des Algebra Project Mathematik-Curricula für sozial benachteiligte Schüler. 2013 und 2014 war er Gastprofessor an der Ostfalia Hochschule für angewandte Wissenschaften in Wolfenbüttel.

## Engagement in der amerikanischen Bürgerrechtsbewegung
Nach seiner Rückkehr aus Ghana unterstützte Ed Dubinsky im Sommer 1964 als Freiwilliger des Student Nonviolent Coordinating Committee den Freedom Summer in Mississippi, bevor er seine Stelle an der Tulane University antrat. Im Rahmen dieser Sommeroffensive wurden Schwarze über die eigenen Rechte aufgeklärt und sollten ermutigt werden, sich in Wählerlisten einzutragen und von ihrem Wahlrecht Gebrauch zu machen.
Sein Engagement brachte ihn teilweise in lebensgefährliche Situationen. Er wurde mehrfach körperlich angegriffen. Einmal wurde er von Gegnern der Bürgerrechtsbewegung in Sichtweite einer Polizeistation angegriffen und von schwarzen Amerikanern gerettet, die beherzt eingriffen. Danach wurde Dubinsky von der Polizei wegen Prügelei festgenommen.
In New Orleans wohnte er zunächst zur Miete. Seine Mietwohnungen musste er mehrfach räumen, nachdem er Afroamerikaner bei sich wohnen ließ. Um diese Problematik zu umgehen, kaufte er schließlich ein eigenes Haus, das zu einem Treffpunkt der Bürgerrechtsbewegung in New Orleans wurde. Seine Beteiligung an der Bürgerrechtsbewegung führte zu engeren Bekanntschaften und teilweise lebenslangen Freundschaften mit einigen ihrer prominenteren Vertreter wie Bob Moses und Matt „Flukey“ Suarez. Er selbst bezeichnete sich als „Fußsoldat der Bürgerrechtsbewegung“.
1968 wohnte der Aktivist H. Rap Brown zeitweise bei Dubinsky, der für ihn einen Vortrag an der Tulane University arrangierte. Dubinsky vermutete später darin den eigentlichen Auslöser für seine Entlassung. 1969 beteiligte er sich an Protesten gegen den Vietnamkrieg auf dem Universitätscampus. Proteste am Rande von Veranstaltungen im Reserve Officer Training Corps, einem Ausbildungsprogramm der US-Streitkräfte an Hochschulen, wurden von der Hochschulleitung als Störung einer Lehrveranstaltung gewertet und führten zu seiner Entlassung durch die Hochschulleitung. Zuvor hatte ein Anhörungsausschuss der Universität Dubinskys Verhalten als eine schwerwiegende Verletzung von Universitätsregeln bewertet, die allerdings aus Sicht des Ausschusses nicht ausreichten, eine Entlassung zu rechtfertigen. Die American Mathematical Society engagierte sich für eine Rücknahme der Entlassung. Eine Untersuchungskommission der Amerikanischen Vereinigung von Universitätsprofessoren sah eine der drei Dubinsky angelasteten Verfehlungen als erwiesen an. Sie bemängelte zugleich etliche Fehler im Verfahren und vermutete, dass es ohne diese wohl nicht zu einer Entlassung gekommen wäre.
Während seiner Zeit an der Clarkson University in Upstate New York unterstützte Ed Dubinsky die Akwesasne Mohawk Nation bei deren Souveränitätsbestrebungen. Deren Stammesgebiet liegt sowohl in den USA als auch Kanada. Der US-amerikanische Teil ist im Norden durch den Sankt-Lorenz-Strom begrenzt. Nachdem Mitte 1979 einige Mohawks versucht hatten, nichtindianische Wilderer von der Jagd auf ihrem Territorium abzuhalten, gingen US-Behörden gegen die Mohawks vor. Die Situation eskalierte und schließlich wurde das Akwesasne-Stammesgebiet vom US-amerikanischen Süden her von der Polizei abgeriegelt. Die Fronten verhärteten sich und die Blockade dauerte mehrere Monate an, bis sich die Situation im Sommer 1980 allmählich entschärfte. Während der Blockade versorgte Ed Dubinsky mit anderen Freiwilligen die eingeschlossene Bevölkerung, indem sie Lebensmittel, Waffen und Munition zunächst nach Kanada brachten und dann per Kanu über den Sankt-Lorenz-Strom in die abgeriegelten Gebiete der Mohawks. Dubinsky berichtete regelmäßig über die Souveränitätsbestrebungen der Mohawks.
Parallel zu seiner Tätigkeit als Professor lehrte er zeitweise Mathematik an der Akwesasne Freedom School. Später engagierte er sich gegen die exzessive Errichtung von Hochspannungsleitungen an seinem Wohnort und trat für unschuldig Inhaftierte ein.

## APOS-Theorie
Die APOS-Theorie ist eine konstruktivistische Theorie. Ihr Gegenstand ist, wie mathematisches Verständnis funktioniert und sich entwickelt. Sie beschreibt modellhaft, was im Kopf einer Person vor sich gehen könnte, wenn sie versucht, ein mathematisches Konzept zu erlernen. Sie postuliert, dass sich das Verständnis einer Person für ein mathematisches Thema entwickelt, wenn diese, in sozialer Interaktion mit anderen, über Probleme und deren Lösungen nachdenkt. Dabei konstruiert oder rekonstruiert sie bestimmte mentale Strukturen und organisiert diese in Schemata, um sie dann bei der Lösung von Problemen einzusetzen. Die von der APOS-Theorie vorgeschlagenen mentalen Strukturen sind Handlungen (engl. actions), Prozesse, Objekte und Schemata; daher das Akronym APOS. Die APOS-Theorie ist eine Weiterentwicklung von Piagets Theorie der reflektierenden Abstraktion.
Ein prototypisches Beispiel ist das Konzept der mathematischen Funktion, bei der je nach Entwicklungsstadium des Verständnisses eine andere mentale Struktur im Vordergrund steht. Im Action-Stadium wird die Funktion lediglich als Handlungsanweisung gesehen, die angibt, wie der Funktionswert zu berechnen ist. Im Prozess-Stadium wird die Funktion als Prozess betrachtet, der jeder möglichen Eingabe eine Ausgabe zuordnet. Dieser Prozess kann gedacht werden, ohne dass die in der Berechnungsvorschrift der Funktion genannten Handlungsanweisungen ausgeführt werden müssen oder bekannt sein müssen. Im Objekt-Stadium wird die Funktion zu einem Objekt, auf das wiederum selbst Prozesse wirken können (z. B. Differentiation). Noch weitergehend können Funktionen als Objekte mit anderen mathematischen Prozessen oder Objekten zu Schemata organisiert werden (z. B. Funktionenräume).
Dubinsky formulierte die APOS-Theorie in der Mitte der 1980er Jahre, nachdem er sich länger mit den Arbeiten von Piaget auseinandergesetzt hatte. Inzwischen gibt es weit mehr als 200 wissenschaftliche Publikationen, die die APOS-Theorie nutzen.

## ACE-Zyklus
Dubinsky nutzte die APOS-Theorie auch, um Unterrichtsmaterialien zu entwerfen. Daraus sind u. a. Lehrbücher für Diskrete Mathematik, Analysis und Abstrakte Algebra entstanden.
Um die Entwicklung der durch die APOS-Theorie beschriebenen mentalen Strukturen bei Lernenden zu fördern, entwickelte Dubinsky den ACE-Zyklus als Lehrmethode. Dabei wird jeder Themenbereich durch Aktivitäten eingeführt, die die Studierenden vor der eigentlichen Unterrichtszeit durchführen. Die Unterrichtszeit dient vorrangig einer gemeinsamen Diskussion der Inhalte (engl. Class Discussion). Danach üben die Lernenden die diskutierten Konzepte anhand von Übungsaufgaben (engl. Exercises) ein. Die drei Phasen Aktivitäten, Class Discussion und Exercises führen zum Akronym ACE.
Der ACE-Zyklus kann als eine Form des invertierten Unterrichts (inverted classroom) betrachtet werden.

## Research in Undergraduate Mathematics Education
Zu der Zeit als Ed Dubinsky die APOS-Theorie entwickelte, gab es in den USA kaum Forschungsgelder für die Hochschulfachdidaktik der Mathematik und nur wenige Personen forschten in dem Bereich. Daher begann Dubinsky zusammen mit anderen eine Infrastruktur aus Vereinigungen, Konferenzen und Publikationsorganen aufzubauen. 1995 gründete er die Research in Undergraduate Mathematics Education Community, die 1996 die Konferenzserie Research in Undergraduate Mathematics Education initiierte, die bis heute fortbesteht.

## Schriften (Auswahl)
- Ed Dubinsky: The structure of nuclear Fréchet spaces (= Lecture notes in mathematics. Nr. 720). Springer, Berlin Heidelberg 1979, ISBN 978-3-540-09504-0
- Kakwirakeron, Ed Dubinsky: Ganienkeh territory – traditional Indian community. Central New York Anti War Social Justice Paper Peace Newsletter, Mai 1980
- Ed Dubinsky: Mohawk Nation holds off armed police invasion. Central New York Anti War Social Justice Paper Peace Newsletter, Juli 1980
- Ed Dubinsky: Negotiations at Akwesasne. Central New York Anti War Social Justice Paper Peace Newsletter, August 1980
- Breidenbach, D., Dubinsky, E., Hawks, J., & Nichols, D. Development of the process conception of function. Educational studies in mathematics, 23(3), 247–285, 1992
- Dubinsky, E., & Harel, G. (Eds.). The concept of function: Aspects of epistemology and pedagogy . Mathematical Association of America. MAA Notes, Volume 25, 1992
- Ed Dubinsky, Uri Leron: Learning abstract algebra with ISETL. Springer-Verlag, New York 1994, ISBN 978-0-387-94152-3
- Dubinsky, E., Schwingendorf, K. E., & Mathews, D. M.: Calculus concepts and computers (2nd ed.). McGraw-Hill College 1994, ISBN 978-0-314-01129-9
- Dubinsky, E., Schoenfeld, A. H., & Kaput, J. (Eds.). Research in Collegiate Mathematics Education I. American Mathematical Society, 1994
- William E. Fenton, Ed Dubinsky: Introduction to discrete mathematics with ISETL. Springer, New York Berlin Heidelberg 1996, ISBN 978-0-387-94782-2
- Dubinsky, E., & McDonald, M. A. APOS: A constructivist theory of learning in undergraduate mathematics education research. In The teaching and learning of mathematics at university level: An ICMI study (pp. 275–282). Dordrecht: Springer Netherlands, 2001
- lana Arnon, Jim Cottrill, Ed Dubinsky, Asuman Oktaç, Solange Roa Fuentes, Maria Trigueros, Kirk Weller: APOS Theory. Springer, New York Heidelberg 2014, ISBN 978-1-4614-7965-9